# Hahe
Hahe (kinesiska: 瀍河, 瀍河回族乡) är en socken i Kina. Den ligger i provinsen Henan, i den centrala delen av landet, omkring 110 kilometer väster om provinshuvudstaden Zhengzhou. Antalet invånare är 40 969. Befolkningen består av 20 596 kvinnor och 20 373 män. Barn under 15 år utgör 12,0 %, vuxna 15-64 år 80 %, och äldre över 65 år 6,0 %.
Genomsnittlig årsnederbörd är 666 millimeter. Den regnigaste månaden är juli, med i genomsnitt 134 mm nederbörd, och den torraste är december, med 7 mm nederbörd.